# FACTORY Z
『FACTORY Z』（ファクトリーゼット）は、牧野茂雄と松枝尚嗣による漫画作品。『月刊サンデージェネックス』2002年10月号から2004年8月号で連載された。

## あらすじ
FaxtoryZは車のスクープ写真を撮影する謎の集団。日本車、輸入車問わずスポーツカーから軽自動車まで扱う。

## 登場人物
南雲零
FactoryZの中心となる人物。ニコンのカメラをこよなく愛するフォトグラファー。自他共に認める日本車好き。愛車はトヨタランドクルーザー70。
鞍馬大介
『月刊キャッチ』の編集部員。「NEWカーREPORT!」担当。自称ホンダオタクで、ときに熱くなることも。
吾妻美里
南雲写真事務所を支える社長。愛車は中古のミニクーパー。
三笠研
ケンズ・クラフトのオーナー。南雲零の師匠でもある。愛車はレンジローバーVOGUE。
ハンヌ・ホフマン
世界的なフォトグラファー。キヤノンのカメラをこよなく愛する。愛車はBMWX5。モデルはハンス・レーマンだといわれている。

## 作中に登場する車
- マツダ RX-8
- 日産自動車 フェアレディZ
- ダイハツ工業 ミラなど